# Phakellia crassistylifera
Phakellia crassistylifera är en svampdjursart som beskrevs av Arthur Dendy 1905. Phakellia crassistylifera ingår i släktet Phakellia och familjen Axinellidae.
Artens utbredningsområde är Sri Lanka. Inga underarter finns listade i Catalogue of Life.